# Vatairea guianensis
Vatairea guianensis är en ärtväxtart som beskrevs av Jean Baptiste Christophe Fusée Aublet. Vatairea guianensis ingår i släktet Vatairea och familjen ärtväxter. Inga underarter finns listade i Catalogue of Life.